# Корі Нілсон
Корі Нілсон (англ. Corey Neilson; народився 22 серпня 1976 у м. Оромокто, Канада) — британський хокеїст, захисник, пізніше тренер. 
Виступав за «Норт-Бей Сентенніалс» (ОХЛ), «Дейтройт Вейлерс» (ОХЛ), «Беррі Колтс» (ОХЛ), ««Куод Сіті Меллардс»» (UHL), «Портленд Пайретс» (АХЛ), «Луїзіана АйсГейторс» (ECHL), «Елміра Джеколс» (UHL), «Сірак'юс Кранч» (АХЛ), «Пенсакола Айс-Пайлотс» (ECHL), «Флорида Еверблейдс» (ECHL), «Ноттінгем Пантерс» у Британській елітній хокейній лізі.
У складі національної збірної Великої Британії учасник чемпіонату світу 2011 (дивізіон I).